# Nortozumia pulchella
Nortozumia pulchella är en stekelart som först beskrevs av Smith 1858.  Nortozumia pulchella ingår i släktet Nortozumia och familjen Eumenidae. Inga underarter finns listade i Catalogue of Life.